# Inese Lībiņa-Egnere
Inese Lībiņa-Egnere, née le 25 septembre 1977 à Riga, est une femme politique lettonne, membre du parti Unité. Elle est ministre de la Justice depuis 2022.

## Biographie
Inese Lībiņa-Egnere est avocate jusqu'en 2007 puis devient conseillère du président de la république de lettonie.
Elle est députée et vice-présidente de la 11e Saeima pour le Parti réformateur. Elle est vice-présidente et présidente du Comité de sécurité nationale de la 12e Saeima. En 2022, elle est élue à la 14e Saeima.
Elle participe aux élections parlementaires lettones de 2022 dans le cadre de l'alliance « Nouvelle Unité »  et est élue.
Elle est ministre de la Justice dans le gouvernement Kariņš II depuis le 14 décembre 2022.